# Roslyn (Washington)
Pour les articles homonymes, voir Roslyn.
Roslyn est une ville américaine située dans le comté de Kittitas, dans l'État de Washington. Selon le recensement de 2010, sa population est de 893 habitants.